# Dekanat Tomaszów-Południe
Dekanat Tomaszów-Południe – jeden z 19 dekanatów w rzymskokatolickiej diecezji zamojsko-lubaczowskiej.

## Parafie
W skład dekanatu wchodzi 11 parafii:
- parafia MB Królowej Polski – Bełżec
- parafia św. Stanisława – Jarczów
- parafia św. Antoniego Padewskiego – Jeziernia
- parafia MB Różańcowej – Lubycza Królewska
- parafia Trójcy Przenajświętszej – Łaszczówka
- parafia Opieki św. Józefa, Oblubieńca NMP i św. Michała Archanioła – Łosiniec
- parafia św. Apostołów Piotra i Pawła – Nowy Machnów
- parafia Narodzenia Najświętszej Maryi Panny – Siedliska
- parafia Najświętszego Serca Jezusa – Tomaszów Lubelski
- parafia św. Józefa – Tomaszów Lubelski
- parafia Świętego Krzyża – Żurawce

## Sąsiednie dekanaty
Józefów, Krasnobród, Łaszczów, Narol, Tarnoszyn, Tomaszów – Północ